# Jorge Andrés Martínez
Jorge Andrés Martínez Barrios (født 5. april 1983 i Montevideo, Uruguay) er en uruguayansk fodboldspiller, der spiller som angriber. Gennem karrieren har han blandt andet spillet for de uruguayanske klubber Montevideo Wanderers og Nacional, samt for en anden italiensk klub, Catania og Juventus i Italien. 

## Landshold
Martínez nåede i sin tid som landsholdsspiller (2004-2013) at spille 14 kampe og score ét mål for Uruguays landshold, som han debuterede for den 8. juni 2003 i en venskabskamp mod Sydkorea. Han var en del af den uruguayanske trup der vandt bronze ved Copa América i 2004.